# یواس‌آرسی بنجامین راش
یواس‌آرسی بنجامین راش (به انگلیسی: USRC Benjamin Rush) یک کشتی بود که در سال ۱۸۲۸ ساخته شد.